# Lene Tanggaard
Lene Tanggaard Pedersen (født 8. juli 1973) er en dansk professor i pædagogisk psykologi ved Institut for Kommunikation på Aalborg Universitet, hvor hun forsker i kreativitet og læring. Hun har udgivet bøger om kreativitet og blandt andet bestselleren ”I bad med Picasso – sådan bliver du mere kreativ” i 2015 sammen med Christian Stadil. Lene Tanggaard er også forfatter til artikler udgivet i danske og internationale tidsskrifter

## Uddannelse og beskæftigelse
Lene Tanggaard er uddannet cand.psych. fra Aarhus Universitet (2000). Hun påbegyndte sit ph.d.-studium ved Institut for Kommunikation, Aalborg Universitet, i 2001 efter 1 års barsel (2000-2001) og forsvarede sin afhandling i 2005. I sit ph.d.-forløb havde Lene yderligere 1 års barselsorlov (2002-2003). Hun blev ansat som adjunkt ved Institut for Kommunikation i 2005, som lektor i 2007, som professor i 2008 og som viceinstitutleder i 2016. Hun har i den periode også været Visiting Scholar og professor ved Berkeley, University of California i 2004, University of Technology i Sydney i 2006 og senest ved Tufts University i Boston i 2015. Lene Tanggaard er rektor på Designskolen i Kolding.
Lene Tanggaard har i perioden 2000-2016 skrevet 38 videnskabelige monografier, publiceret 74 artikler i fagfællebedømte videnskabelige tidsskrifter og har skrevet 77 artikler i fagfællebedømte videnskabelige antologier. Lene Tanggaards forfatterskab er alsidigt, da hun har publiceret formidlende bidrag (aviskronikker, interviews, bidrag til fagtidsskrifter og magasiner etc.), og hun modtog bl.a. i 2009 prisen som årets forfatter ved Aalborg Universitetsforlag, Nordjysk Universitetsfonds Innovationspris i 2012 og i 2015 Gyldendals formidlingspris sammen med sin kollega Svend Brinkmann. Lene Tanggaard er forskningsleder for Center for Kvalitative Studier og The International Centre for the Cultural Psychology of Creativity (ICCPC).
Lene Tanggaard forsker indenfor udviklingen af en kulturpsykologisk forståelse af kreativitet, herunder de topografiske og materielle aspekter af kreativitet. I dette arbejde udvikles en grundforståelse af psykologiske processer, hvor disses konstitueringer i konkrete omstændigheder undersøges og dokumenteres. 
Gennem bevillinger fra Innovationsfonden, Grundforskningsfonden og Niels Due Jensen Fonden, har Lene kombineret en grundvidenskabelig teoriudvikling med forankring i grundvidenskabelige problemstillinger, knyttet til psykologiske fænomeners opståen og udvikling indenfor nye, kreative undervisningsforsøg, initiativer i uddannelsessystemet og nye organisations- og ledelsestilgange i dansk industri.

## Kommissionsarbejde
Tanggaard blev i 2023 medlem af Trivselskommissionen, der blev nedsat for at udarbejde konkrete anbefalinger til at afhjælpe problemer med danske børn og unges mistrivsel.

## Bøger
Lene Tanggaard har skrevet bestsellere som ”Opfindsomhed” som er en del af High Performance Serien. Her ud over har Lene Tanggaard bl.a. udgivet bøgerne "Læring og Identitet", Aalborg Universitetsforlag og "Psykologi: forskning og profession", Hans Reitzels Forlag. Hun er også forfatter til en række bogkapitler samt artikler i nationale og internationale tidsskrifter.
En liste over bøger skrevet af Lene Tanggaard alene eller i samarbejde med andre, kan findes nedenfor:
- Psykologi: forskning og profession (2007) ISBN 9788741251318
- Kreativitet skal læres! (2008) IISBN 9788773079423
- Kreativitetsfremmende læringsmiljøer i skolen (2009) ISBN 9788772814179
- Pædagogisk psykologi (2009) ISBN 9788771603057
- Deltagerobservation(2012) ISBN 9788741254722
- Følelser i ledelse(2012) ISBN 9788771291629
- Psykologisk Set 84(2013) ISBN 9788771182453
- Ledelsespsykologi (2013) ISBN 9788759323489
- Elevers læring og udvikling - også i komplicerede læringssituationer (2014) ISBN 9788750044161
- Fooling Around (Advances in Cultural Psychology)(2014) ISBN 9781623965938
- Opfindsomhed (High performance serien) (2014) ISBN 9788702158953
- Uren pædagogik 2 (2014) ISBN 9788771292770
- Konflikt i kvalitative studier (2014) ISBN 9788741257266
- Kvalitative metoder (2015) ISBN 9788741259048
- Lær! (2015) ISBN 9788702168426
- I bad med Picasso (2015) ISBN 9788702178784
- Pædagogisk-psykologisk praksis (2015) ISBN 9788741256269
- FAQ om kreativitet (2016) ISBN 9788741261713
- A Survival Kit for Doctoral Students and Their Supervisors (2016) ISBN 9781483379449
- Pædagogik og lærerfaglighed (2016) ISBN 9788741262642
- Tæller vi det vi tæller (2016) ISBN 9788771298727
- Educational Psychology Practice (2016) ISBN 9783319442655
- Didaktikhåndbogen (2017) ISBN 9788741264400